# Jaka Sembung
Jaka Sembung (també titulada The Warrior per a la distribució internacional) és una fantasia pel·lícula d'arts marcials indonèsia de 1981 basada en un personatge del mateix nom d'un còmic de Djair. Dirigida per Sisworo Gautama, un dels directors d'acció indonèsia més coneguts, Jaka Sembung s'ha consolidat com una pel·lícula d'acció clàssica indonèsia.
Jaka Sembung va generar diverses seqüeles: Si Buta Lawan Jaka Sembung (The Warrior Against Blind Swordsman) (1983), Bajing Ireng dan Jaka Sembung (Jaka Sembung Dan Bergola Ijo o El guerrer contra el ninja) (1985), i Jaka Sembung Dan Dewi Samudra (1990).

## Sinopsi
La història tracta sobre el guerrer local Parmin (anomenat Jaka Sembung) que lluita contra l'exèrcit colonial holandès a Java Occidental al segle XIX. Durant la seva lluita, s'ha d'enfrontar a guerrers contractats i mag pagan Kobar (S. Parya), que són agents holandesos amb poders sobrenaturals.
L'enfrontament final és entre Jaka Sembung i Ki Hitam (W.D. Mochtar), un guerrer amb poder màgic: els seus òrgans (mans, peus, cap, etc.) poden ser tallats al seu cos, però sempre que toqui el terra, el els òrgans tornaran. Només amb el seu enginy i habilitats, Jaka Sembung pot finalment derrotar aquest enemic mortal.

## Repartiment
- Barry Prima – Parmin
- Dicky Zulkarnaen - comandant Van Schram
- Eva Arnaz _ Surti
- Dana Christina - Maria van Schram